# Hajduk Digital TV
Hajduk Digital TV (HDTV), klupska internetska medijska platforma HNK Hajduka Split preko koje splitski nogometni klub predstavlja brojne vijesti, intervjue i ostale sadržaje vezane uz rad i prezentaciju kluba s ciljem približavanja svih aktivnosti kluba svojim navijačima. Među brojnim sadržajima, moguće je streamiti i nogometne utakmice kluba na koje klub ima pravo TV prijenosa. Radi se o OTT platformi (eng. Over The Top), koja omogućuje izravnu distribuciju multimedijskog sadržaja putem internete krajnjim korisnicima.

## Sadržaj
Klub preko svoje aplikacije Hajduk Digital TV nudi gledateljima velik izbor sadržaja, od ekskluzivnih razgovora s igračima, trenerima i klupskim legendama, do brojnih emisija vezanih uz sadašnje aktivnosti kluba, njegovu povijest, kao i mogućnost gledanja pripremnih utakmica seniroske momčadi, utakmice momčadi juniorskih kategorije, kao i neke službene utakmice seniorske momčadi.

## Tehnologija
Sadržaj i stranice klupske internet televizije mogu se pratiti preko osobnog računala, laptopa putem Windowsa te putem smartphonea i tableta, uz korištenje mobilne aplikacije preko iOS-a na Apple Store-u i preko Androida. Prije korištenja potrebna je registracija na multimedijsku platformu.

## Vanjske poveznice
- Službena stranica
- Hajduk pokrenuo aplikaciju kakvu nema nitko u regiji - evo što sve nudi - index.hr